# Воркшоп
В современной педагогике воркшоп представляет собой богатую материалом учебную среду для школьного и внеклассного обучения, в центре внимания которой находится практическое и самостоятельное обучение, а также обучение на собственном опыте.

## История и концепции
Воркшопы могут иметь разные концепции. Основная задача состоит в том, чтобы предложить место обучения, где, учащиеся могут получить компетентные советы в рамках дальнейшего обучения и дать им возможность приобрести опыт в смысле самостоятельного «обучения на практике». Первые учебные мастерские появились в реформаторских школах начала XX века. Позже также в учебных центрах и университетах. Джон Дьюи разработал первые подходы к обучению, основанные на опыте. Педагогика труда в начале XX века разработала важные шаги в сторону практического обучения (Георг Кершенштайнер) и обучения в школах с дифференцированной учебной средой (Эллен Кей). В последнее время Селестен Френе придала значительный импульс преподаванию общих наук и школьной педагогики в целом. В её трудах учебная мастерская именуется студией. Открытые учебные программы английских начальных школ 1970-х годов также характеризовались дифференцированными экспериментальными предложениями в смысле концепции учебных семинаров.

## Перспективы
Воркшопы стали положительным опытом с образовательной точки зрения и до сих пор определяются по-разному. Учебные мастерские теперь организуются с детских садов. Подход детского сада заключается в формировании предварительных навыков, чтобы облегчить переход детей из детского сада в начальную школу. По мере распространения Интернета организуются виртуальные обучающие семинары, на которых материалы представляются в режиме онлайн.